# يفون تشوميت
يفون تشوميت (بالفرنسية: Yvon Chomet)‏ هو لاعب كرة قدم فرنسي في مركز الدفاع، ولد في 20 أغسطس 1945 في Le Carbet ‏ في فرنسا. لعب مع نادي موناكو.